# Jürgen Heiducoff
Jürgen Heiducoff  (* 19. Januar 1952 in Ramsdorf) ist Autor und ein ehemaliger Offizier der NVA und der Bundeswehr.

## Beruflicher Werdegang
Nach bestandenem Abitur 1971 studierte er an der Offiziershochschule der Luftstreitkräfte/Luftverteidigung Franz Mehring der Nationalen Volksarmee in Kamenz. 1974 wurde er Leutnant und Hochschulingenieur für Führungstechnologie und leistete seinen Dienst bei den Funktechnischen Truppen. Von 1977 bis 1981 studierte er an der Militärakademie der Luftstreitkräfte „J. A. Gagarin“ in Monino bei Moskau. 1981 wurde er Diplom-Militärwissenschaftler. Bis 1983 war Heiducoff als Offizier in der operativ-taktischen Ausbildung im Kommandostab der 3. Luftverteidigungsdivision in Neubrandenburg tätig. 1987 wurde er zum Oberstleutnant befördert. Bis 1988 war er als Leiter der Gefechtsführungsgruppe beteiligt am Zusammenwirken der Front- und Armeefliegerkräfte mit den Landstreitkräften. 1988 wurde er Leiter der Unterabteilung Operativ-Taktische Ausbildung im Kommando der Luftstreitkräfte und Luftverteidigung der NVA.
Nach der Auflösung der NVA im Rahmen der deutschen Wiedervereinigung 1990 wurde Heiducoff in die Bundeswehr als Soldat auf Zeit und später als Berufssoldat übernommen. Er war u. a. Rüstungskontrollstabsoffizier beim Zentrum für Verifikationsaufgaben der Bundeswehr (ZVBw). 1995/96 fungierte er als Militärbeobachter der Organisation für Sicherheit und Zusammenarbeit in Europa (OSZE) im Tschetschenienkrieg. 2004/05 folgte ein Einsatz im Stab der Kabul Multinational Brigade in Kabul. 2006–2008 war er Militärpolitischer Berater an der Botschaft der Bundesrepublik Deutschland in Afghanistan, dann bis 2011 Leiter des Dezernats „Nukleare Rüstungskontrolle“ im ZVBw.

## Positionen
Als Militärbeobachter der Organisation für Sicherheit und Zusammenarbeit in Europa (OSZE) im Tschetschenienkrieg 1995/96 kritisierte Heiducoff zunächst intern, dann öffentlich das Vorgehen der russischen Verbände gegen die tschetschenischen Separatisten und Zivilisten. Gegenüber der Zeitung Die Welt erklärte er 1996, dass beiden Seiten an einer Eskalation des Tschetschenienkonfliktes gelegen sei, und warf den russischen Streitkräften Menschenrechtsverletzungen vor.
Während seines fast dreijährigen Dienstes als Offizier der Bundeswehr in Afghanistan wurde er erneut Zeuge seiner Auffassung nach unverhältnismäßiger militärischer Gewalt gegenüber Zivilisten, diesmal jedoch durch die westlichen Verbände. Wiederholt kritisierte er als militärpolitischer Berater der Botschaft der Bundesrepublik Deutschland in Afghanistan diese in Analysen und Bewertungen und empfahl eine strategische Neuausrichtung, die eine Stärkung der Zivilgesellschaft in den Vordergrund stellen solle, und wandte sich dafür auch in einem Brief an den damaligen Bundesaußenminister Frank-Walter Steinmeier. Dieser von den Medien als „Brandbrief aus Kabul“ bezeichnete Brief gelangte an die Öffentlichkeit und wurde u. a. in einer ARD-Monitorsendung am 31. Mai 2007 thematisiert. Es folgten dienstrechtliche Auseinandersetzungen, die 2008 zur vorzeitigen Ablösung Heiducoffs führten. Ein Zusammenhang zwischen der Ablösung und seiner Kritik an der Kriegführung in Afghanistan wurde vom Dienstherrn abgestritten. Heiducoff stellt einen solchen als gegeben dar und weist darauf hin, dass ihm gegenüber keinerlei Disziplinarverstöße oder Fehler, die zu seiner Ablösung hätten führen müssen, geltend gemacht wurden.

## Zitate
„Ich gerate zunehmend in Widerspruch zu dem, wie die eigenen westlichen Truppen in Afghanistan agieren … Ich stelle dabei zunehmend fest, dass die militärische Lage unzulässig geschönt dargestellt wird. Auch deutsche Generale beschönigen oder verschweigen eigene Probleme ... Es ist unerträglich, dass unsere Koalitionstruppen und ISAF inzwischen bewusst Teile der Zivilbevölkerung und damit erhoffte Keime einer Zivilgesellschaft bekämpfen. Die Paschtunen müssen dies als Terror empfinden! Westliche Jagdbomber und Kampfhubschrauber verbreiten Angst und Schrecken unter den Menschen ... Wir sind dabei, durch die unverhältnismäßige militärische Gewalt das Vertrauen … der Afghanen zu verlieren. Es gibt keine Entschuldigung für das durch unsere westlichen Militärs erzeugte Leid unter den unbeteiligten und unschuldigen Menschen …“
Auszug aus dem „Brandbrief aus Kabul“

## Privates
Jürgen Heiducoff ist verheiratet und hat vier erwachsene Kinder.

## Publikationen
- Jürgen Heiducoff: Begegnungen, Erlebnisse, Gedanken. In: Heike Groos (Hrsg.): „Das ist auch euer Krieg!“ Fischer-Verlag, Frankfurt 2010, ISBN 978-3-596-18892-5.
- Mein Mandat: Die Menschen achten! Als Soldat in Tschetschenien und Afghanistan. 2011.
- Gedanken in Fernost – Biografische Abrisse. 2011.
- Schattenkrieger – Zwischen Gefechtslärm und Intrigen. 2011.
- Die neue Militärmacht. Welche Pläne verfolgt Peking?, Verlag Das Neue Berlin, Berlin 2022, ISBN 978-3-360-01379-8